# فدراسیون فوتبال چاد
فدراسیون فوتبال چاد (فرانسوی: Fédération Tchadienne de Football Association, FTFA‎) نهاد اداره‌کننده مسابقات فوتبال و فوتسال در کشور چاد است.
این فدراسیون که در سال ۱۹۶۲ تأسیس شده عضو کنفدراسیون فوتبال آفریقا و فیفا نیز می‌باشد و مقر آن در شهر انجامنا است.